# Adam Ier de Bethsan
Adam Ier de Bethsan, ou Adam de Béthune, mort vers 1129, est un croisé d'origine française qui devient le premier seigneur de Bethsan dans le royaume de Jérusalem. Il est un fils puîné de Robert III de Béthune, seigneur de Béthune et chef de la famille noble du même nom. Son frère aîné Robert IV dit le Gros hérite de la seigneurie de Béthune après la mort de leur père.
Quant à Adam, il prend part à la première croisade, avec laquelle il est arrivé en Terre sainte en 1099. Après la fin de la croisade, il choisit de rester dans le royaume de Jérusalem nouvellement créé.
En 1101, Tancrède de Hauteville devient régent de la principauté d'Antioche et conquiert la même année la ville de Bethsan, qu'il cède au roi de Jérusalem Baudouin Ier.
La ville de Bethsan était alors une colonie peu peuplée, bâtie dans les ruines de l'ancienne ville de Scythopolis. Les croisés fortifient le site et y construisent un château, dont les ruines sont préservées à ce jour, d'où ils contrôlent les environs. Le roi désigne alors Adam pour gouverner de la ville, probablement comme châtelain royal. Puis, vers 1120, le roi élève la châtellenie en une seigneurie indépendante, vassale du royaume de Jérusalem, et Adam en est le premier seigneur.
Le nom de son épouse est inconnu, mais il a au moins un fils :
- Adam II de Bethsan.

La date de sa mort est inconnue, probablement vers 1129, et son fils Adam II lui succède comme nouveau seigneur de Bethsan.